# Annemarie Pröschel
Annemarie Pröschel (* 8. August 1910 in Unterteutschenthal; † nach 1948) war eine deutsche Politikerin (SED). Sie war von 1946 bis zu ihrer Flucht nach Westdeutschland 1948 Landtagsabgeordnete in Sachsen-Anhalt.

## Leben
Annemarie Pröschel trat 1928 der SPD bei. Nach der Machtübernahme der Nationalsozialisten wurde sie inhaftiert, kam jedoch frei und betrieb illegale politische Arbeit. 
Nach dem Zweiten Weltkrieg trat Annemarie Pröschel wieder der SPD bei und wurde mit der Zwangsvereinigung von SPD und KPD zur SED SED-Mitglied. Sie wurde Parteisekretärin im sachsen-anhaltischen Parteisekretariat der SED. Außerdem war sie Referentin in der Hauptabteilung Handel und Versorgung im Parteivorstand der SED Sachsen-Anhalt. Im Oktober 1946 wurde Pröschel bei der Landtagswahl in Sachsen-Anhalt 1946 in den Landtag gewählt. Dort arbeitete sie in den Ausschüssen für Handel und Versorgung sowie im Ausschuss für Kreis- und Gemeindeangelegenheiten mit; ferner war sie Präsidialrätin. Ab Januar 1947 leitete sie zusätzlich die Hauptabteilung Kommunalpolitik beim sachsen-anhaltischen SED-Parteivorstand. Am 22. März 1948 verließ Pröschel gemeinsam mit ihrem Freund die DDR. Am 3. April 1948 wurde die Mandatsniederlegung offiziell verkündet, wobei behauptet wurde, die Mandatsniederlegung geschehe, da Pröschel heiraten wolle.